# Elco
Elco är en ort i Washington County i delstaten Pennsylvania. Vid 2010 års folkräkning hade Elco 323 invånare.